# 唐津湾

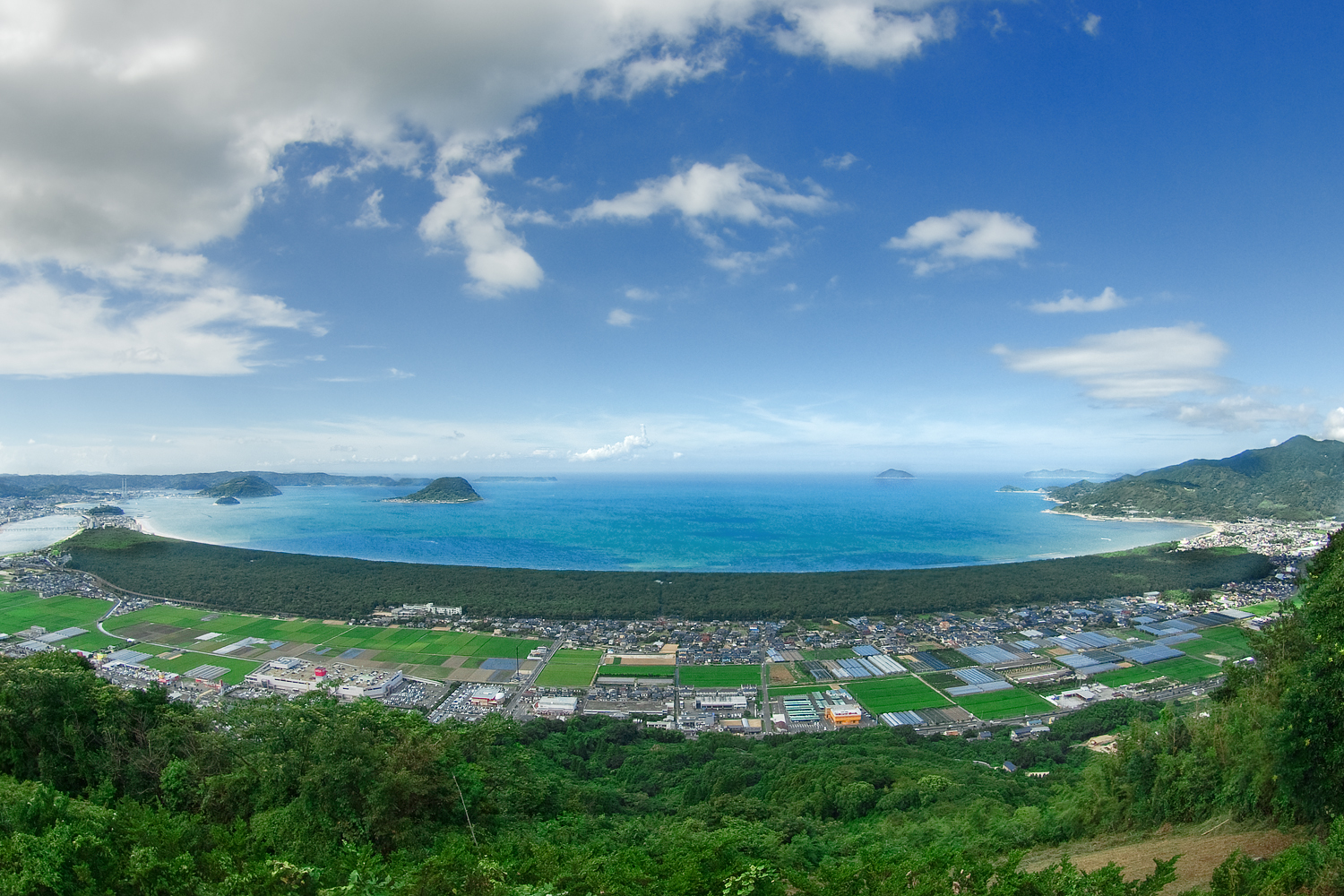
唐津市側の唐津湾全景。中央左から順に松浦川河口、大島・鳥島、高島、少し離れて姫島、糸島半島。中央やや下に虹の松原が広がる。

唐津湾（からつわん）は、玄界灘の南、佐賀県唐津市と福岡県糸島市に囲まれた湾である。日本百景に選定されている。

## 概要
佐賀県告示（環境基本法に基づく公共用水域が該当する水質汚濁に係る環境基準の水域類型の指定）によれば、「福岡県糸島市志摩仏埼と同市志摩姫島東端を結ぶ線、同島西端と佐賀県唐津市荒埼を結ぶ線、同市兜鼻と同市女瀬鼻を結ぶ線及び陸岸により囲まれた海域」と定義されている（荒埼、兜鼻は、それぞれ神集島の地名である）。
湾内には、佐賀県側に神集島、高島、鳥島が、福岡県側に姫島がある。
湾には、佐賀県側で佐志川、松浦川、玉島川などが注いでいる。
佐賀県側では鏡山から、また高島から唐津城や虹の松原の景観が、福岡県側では九州旅客鉄道筑肥線（唐津駅から筑前深江駅の間）、二丈浜玉有料道路吉井インター付近からの景観が良好である。

## マリンスポーツ・レジャー
唐津湾は東西に広く開口している上、高島などの島々が適度にうねりを抑え、またヨットに適した安定的な風が吹くため、国内有数のヨットレースに適した湾となっている。そのため、湾内の唐津港に整備された佐賀県ヨットハーバーを拠点に世界大会を含む様々なヨット大会が開催されている。また、ウインドサーフィンやレガッタ、ペーロンなども楽しめる。オリンピック強化基地、中高生スポーツ振興拠点（セーリング）認定。

### 主な大会

#### 定期開催
- JOCジュニアオリンピックカップ[3]
- 唐津湾イカダ大会[4]
- 唐津ペーロン・レガッタ大会[5]

#### 国際大会
- スナイプ級ヨット世界選手権（1989年）
- レーザーラジアルヨット世界選手権（2009年）
- レーザー4.7級ヨットユース世界選手権（2014年）[6]
- 420クラスヨット世界選手権（2015年）[7]

#### その他
- 平成19年度全国高等学校総合体育大会ヨット競技（2007年）
- 平成25年度全国高等学校総合体育大会ヨット競技（2013年）
- レーザークラス全日本選手権大会・レーザーラジアル全日本レディース選手権大会・全日本レーザー4.7クラス選手権（2013年）